# Srnčí pramen
Srnčí pramen je minerální pramen vyvěrající severozápadně od Mariánských lázních. Pojmenován je zřejmě podle vrchu Srnčí hřbet (700 m n. m.). Vydatnost kyselky je nepříliš vysoká, teplota okolo 7 °C a více. Obsah volného CO2 je zhruba 2 000 mg na litr. Pramen je občas čištěn, přesto se ale rychle zanáší. V létě je skryt vegetací. Minerální voda odtéká strouhou, okolo pramene jsou vysráženiny železa. Pramen je zachycen v dutém pařezu, který se nachází relativně hluboko v zemi.

## Přístupnost a okolí
Pramen je volně přístupný a nachází se asi 250 metrů od silnice.  Ve vzdálenosti 850 metrů od pramene se nachází hájenka Pramen. Minerální pramen se hůře hledá.  Bez průvodce je velmi těžké se k němu dostat.